# S.A. Mann Brand
S.A. Mann Brand, häufig SA-Mann Brand oder S.A.-Mann Brand geschrieben, auch bekannt unter dem Titel S.A. Mann Brand – ein Lebensbild aus unseren Tagen, ist ein nationalsozialistischer Propagandafilm aus dem Jahre 1933 von Franz Seitz senior. Fritz Brand wird von Heinz Klingenberg gespielt, sein Vater von Otto Wernicke und seine Mutter von Elise Aulinger. In einer tragenden Rolle ist Wera Liessem zu sehen.

## Handlung
Deutschland, unmittelbar vor Hitlers Machtantritt. In der ersten Spielszene sitzen mehrere SA-Leute zusammen; einer von ihnen erzählt mit einigem Pathos von einem Traum, in dem ein toter SA-Mann seine Kameraden an die Treue zu und Pflichterfüllung für ein neues nationalistisches Deutschland ermahnt. Dann beginnt die eigentliche Geschichte. Eine Gruppe kommunistischer Schläger attackiert eine Versammlung von SA-Leuten. Es kommt zu einer Rangelei, als die Kommunisten in den Versammlungsraum des politischen Gegners, ein Wirtshaus, einzudringen versuchen. Einer der Kommunisten wird ins Wirtshaus gezerrt und behauptet gegenüber den anrückenden Schupos, die SA-Männer hätten mit dem Krawall angefangen. Daraufhin droht der den Einsatz leitende Schutzpolizist dem Kneipenwirt, dessen Laden demnächst zu schließen. Die Braunhemden reagieren empört, fühlen sie sich doch ständig vom „kommunistischen Mob“ im Viertel provoziert und herausgefordert. Der festgehaltene Kommunist wird von der Polizei abgeführt. Doch draußen, im politisch umkämpften Stadtbezirk, haben sich schon wieder einige Kommunisten in einer dunklen Straßenecke zusammengerottet und planen, den als gefährlichen Agitator gescholtenen SA-Mann Fritz Brand, einen Facharbeiter, in einen Hinterhalt zu locken. Die junge Anni Baumann soll ihnen dabei helfen. Doch Fritz Brand fällt nicht auf Annis plumpen Versuch herein, ihn in ein überwiegend von Kommunisten besuchtes Lokal, das ‚Café Diana‘, zu locken. Als einer der Kommunisten mutmaßt, dass Anni ihre Kumpane verraten will, schießt dieser auf Brand. Doch der kann sich in letzter Sekunde in einen dunklen Hauseingang retten.
Vater Brand, ein altgedienter, aber arbeitsloser Sozialdemokrat, wundert sich nicht, dass sein Sohn auf der Abschussliste „bei den Bolschewiken“, wie er sie nennt, steht. „Weshalb muss er diesen Nazikrampf da mitmachen?“ fragt er seine um ihren Jungen besorgte Frau. Wieder einmal geraten Vater und Sohn wegen ihrer politischen Differenzen in einen heftigen Disput. Daheim bei ihrer Familie, muss sich auch Anni einiges anhören. Ihre kommunistischen Brüder machen ihr große Vorwürfe, dass sie Brand gewarnt habe, und der grobe, höhnische Vater schlägt sogar heftig auf sie ein. Im ‚Café Diana‘ macht sich wenig später ein gewisser Turow an Anni heran, da dieser Sowjetagent ihren Kontakt und ihre Gefühle für den SA-Mann Brand für seine Machenschaften ausnutzen will. Turow verlangt von ihr, aus Brand einen kommunistischen Spitzel zu machen. Dieser wiederum hat bereits den jungen Erich Lohner, der mit seiner Mutter in großer Armut lebt, für die nationalsozialistische Idee begeistern können. Turow schmiedet bereits Pläne, Brand in die Arbeitslosigkeit zu treiben, um ihn gefügig zu machen. Er veranlasst Stadtrat Rolat, Druck auf den Fabrikanten Neuberg, Brands Arbeitgeber, auszuüben. Tatsächlich wird Fritz Brand gefeuert.
Nach einer erneuten, heftigen politischen Auseinandersetzung mit seinem Vater trifft Brand auf Anni, die ein kleines Zigarettenhäuschen betreibt. Sie gesteht ihm, dass sie ihn im Auftrag Turows als Spitzel anwerben soll und dass sie dies nur deshalb täte, um ihn davor zu bewahren, von ihren kommunistischen Freunden niedergeschossen zu werden. Brand geht zum Schein darauf ein, um Turow kennenzulernen und ihn wiederum über die Absichten der Kommunisten auszuhorchen. Turow verlangt für eine geplante Aktion von Brand, dass dieser Waffen und Munition organisiert. Um glaubwürdig zu wirken, schraubt der SA-Mann den von Turow für diesen Dienst angebotenen Preis von 300 RM auf 500 RM hoch. In der Zwischenzeit freut sich der junge Erich Lohner sehr über ein Geschenk zu seinem 16. Geburtstag, eine HJ-Uniform. Als Brand auch noch vorbeikommt und ihm als Gabe ein Porträt vom „Führer“ in Uniform übergibt, sind Sohn und Mutter überwältigt. Für Brand wie für Erich ist es ein herber Rückschlag, als die deutsche Regierung die SA verbietet. Doch in der Stammkneipe der SA-Leute formiert sich bereits Widerstand, lediglich die Kommunisten reiben sich die Hände. Turow gewährt Brand derweil Einblicke in das Waffendepot der Kommunisten. Der SA-Mann glaubt, das Vertrauen des Sowjetagenten erschlichen zu haben, doch dieser ahnt von Brands Doppelspiel und verfolgt mit seinem mutmaßlichen Vertrauensvorschuss eigene Ziele, da er glaubt, Brand nur so unter Kontrolle zu bekommen.
Doch der SA-Mann Brand kann Turow überlisten und mit seinen Kameraden eines Nachts das Waffenversteck der Kommunisten ausheben. Bei einem Schusswechsel und mehreren Explosionen wird er zwar verletzt, kann aber mit seinen Leuten entkommen. Auf der Suche nach Fritz Brand, in den sie sich allmählich verliebt hat, geht Anni Baumann zu Frau Lohner. Von ihr erfährt sie, dass Brand, von Annis Brüdern angeschossen, schwer verletzt in der Klinik liegt. Doch er ist bereits auf dem Weg der Besserung und erhält Besuch von seinen besorgten Eltern. Bei dem folgenden SA-Propagandamarsch nimmt zum ersten Mal auch Erich Lohner teil, während am Straßenrand viele Menschen pfeifen, johlen und „Mörder!“, „Arbeitermörder!“ und „Hitler verrecke!“ rufen. Aus dem Hinterhalt, einem Kellerfenster, wird schließlich der junge Erich hinterrücks niedergeschossen. Er stirbt in der Klinik, mit pathetischen Worten vom Sterben für Deutschland auf den Lippen. Da schallt es aus dem Radio: Reichspräsident Hindenburg hat Adolf Hitler zum Reichskanzler ernannt. Bei der folgenden Wahl macht nun auch Fritz Brands Vater sein Kreuz bei der NSDAP. Turow wird verhaftet, Fabrikant Neuberg wird unter Druck gesetzt, Brand wieder einzustellen, und setzt sich anschließend in die Schweiz ab.
„Das nationalsozialistische Deutschland hat den Sieg errungen. S.A. marschiert, und in ihren Reihen stolz und aufrecht S.A.-Mann Brand. Aus tausend Kehlen klingt übermächtig: ‚Die Fahne hoch, die Reihen fest geschlossen, S.A. marschiert…‘ Ein ungeheurer Jubel geht durch ganz Deutschland -- Die Morgenröte einer neuen Zeit bricht an. Vater Brand findet jetzt den Weg zu seinem Sohn, dem tapferen S.A.-Mann. Deutschland ist erwacht.“

## Produktionsnotizen und Hintergrund
Die Dreharbeiten fanden von Mitte April bis Ende Mai 1933 in München statt, also nach der Machtergreifung durch die Nationalsozialisten am 30. Januar 1933. Damit war S.A. Mann Brand noch vor Hans Westmar und Hitlerjunge Quex (beide ebenfalls 1933) der erste nationalsozialistische Propagandaspielfilm des Dritten Reichs. S.A. Mann Brand wurde am 14. Juni 1933 im UFA-Palast am Zoo uraufgeführt.
Regisseur und Produzent Seitz übernahm auch die Produktionsleitung, die Filmbauten stammen von Max Seefelder.
Turow-Darsteller Max Weydner spricht seinen klischeegetränkten Sowjetagenten mit starkem slawischen Akzent.
Der Film erhielt 1933 die Prädikate „Volksbildend“ und „Künstlerisch besonders wertvoll“. Nach dem Krieg wurde die Aufführung von S.A. Mann Brand in Deutschland von den alliierten Militärbehörden verboten.
Der politische Gegner, die Kommunisten, werden durchgehend als dumpfe Schlägertypen und ordinäre Pöbler dargestellt, lediglich der Sowjetbürger Turow läuft stets in feinstem Zwirn herum und wirkt wie ein Dandy der westeuropäischen Upper Class.
Co-Autor Stöckel hat für seine Rolle in S.A. Mann Brand einige humorige Szenen hineingeschrieben. Er spielt einen Hausbesitzer, der unter dem Pantoffel seiner die Nationalsozialisten ablehnenden Ehefrau steht, während er selbst ein gutherziger, das Horst-Wessel-Lied pfeifender Hitler-Anhänger ist, der ein großes Herz für andere besitzt. So erlässt er beispielsweise der bedürftigen Untermieterin und tapferen Weltkriegswitwe Frau Lohner die Miete für einen Monat und bringt ihr Essen vorbei.
Wera Liessem, die die zentrale Rolle der zweifelnden Kommunistin Anni spielt, die schließlich dank Fritz Brands insinuierter Anständigkeit „geläutert“ wird, emigrierte später aus Hitler-Deutschland und folgte ihrem damaligen Lebensgefährten, dem im Dritten Reich geschassten Schriftsteller Ödön von Horváth, ins Exil nach Paris. Nach dessen Unfalltod (1938) kehrte sie jedoch wieder in ihre alte Heimat zurück.

## Kritiken
Die Besprechungen des plump regimetreuen Films, der, ähnlich wie Hans Westmar, beim Publikum keinen Anklang fand und selbst von Propagandaminister Joseph Goebbels bald als „nationaler Kitsch“ abgekanzelt wurde, fielen im NS-Staat zum Teil vernichtend aus. Regisseur Seitz wurde jede Befähigung für die Umsetzung eines derart „großen“ Stoffs abgesprochen.
In Der Film ist folgendes Urteil zu lesen: „SA-Mann Brand ist nicht ein Stück Zeitgeschichte, sondern ein Filmgemisch aus jüngster Vergangenheit, das dazu angetan ist, dem Beschauer, der heute noch abseits der Bewegung steht, vor allem aber der heranwachsenden Jugend, ein falsches Bild von den politischen Soldaten Adolf Hitlers zu geben!“

„In München, der Geburtsstadt der nationalsozialistischen SA, entstand aus den Tagen der nationalen Erhebung heraus der erste deutsche SA-Film ‚SA-Mann Brand‘. […] Franz Seitz und die Drehbuchautoren hatten leider nicht das Format und die Qualifikation für einen solchen großen Film. Bei einem SA-Filmepos muß man schon den höchsten Maßstab anlegen, nicht aber den für Seitz' frühere Dutzendfilme. Wir stehen hier unmittelbar an der Grenze des Konjunkturkitsches. […] Das schauspielerische Ensemble, ein ausgezeichnetes Profil von Klassen und Parteien, hat bis in die kleinsten Rollen glänzende Leistungen aufzuweisen. Heinz Klingenberg in der Hauptrolle, Rolf Wenkhaus als Erich, der Hitlerjunge und Otto Wernicke, der Vater Brands, tragen das große Geschehen.“

Der Autor und Kritiker Karlheinz Wendtland rügte: „Der Film unternimmt den Versuch, den militanten Kampfverband der NSDAP, die SA, als Verteidigerin der Ordnung darzustellen, obgleich die Ermordung einer Vielzahl politischer Gegner auf ihr Konto kommt.“
Der deutsche Film 1938–1945 nannte den Film kurz und knapp einen „kitschigen Propagandafilm“.